# Richard Král
Richard Král (* 16. května 1970 Pardubice) je český hokejový trenér a bývalý profesionální hokejista, který většinu kariéry působil v české extralize. Jako bývalý vynikající centr je členem Klubu hokejových střelců deníku Sport. Momentálně je hlavním trenérem v klubu BK Mladá Boleslav. 

## Hráčská kariéra
S hokejem začínal v rodných Pardubicích, stal se dokonce členem mistrovského týmu z roku 1989, ale sám kvůli minimálnímu podílu, zaznamenal jen tři starty, titul mezi své úspěchy nepočítá. V dalších sezonách už se však zařadil mezi opory týmu. Klubu se v první polovině 90. let příliš nedařilo, výjimkou byla cesta do finále v sezoně 1993/1994, ve které se Král stal ligovým králem střelců.
Nejlepší roky kariéry, deset let, odehrál v Třinci. Jeho přestup z Pardubic do Třince v roce 1995 doprovázely nepříjemné okolnosti, když mu mateřský klub, který zažíval existenční starosti, dělal problémy například tím, že mu udělil pokutu. V Třinci pod trenérem Aloisem Hadamczikem okamžitě skvěle zapadl a zaujal pozici prvního centra a časem i kapitána mužstva. Sedmkrát během svého angažmá vyhrál týmové kanadské bodování, dvakrát vyhrál bodování celé soutěže.
Největší týmový úspěch v třineckých barvách zaznamenal v sezoně 1997–1998, kdy pomohl klubu do prvního extraligového finále, ve kterém však Třinec podlehl favorizovanému Vsetínu. O rok později mužstvo získalo bronzové medaile. S přezdívkou "král Richard" se stal velkým oblíbencem třineckého publika. Po hořkém konci v Pardubicích se do Třince přestěhoval a trvalé bydliště zde měl téměř 20 let. Na vrcholu své popularity byl dokonce zvolen v obecních volbách a jedno volební období byl zastupitelem. Po deseti sezonách se však Král s třineckým klubem, respektive jeho vedením, nerozešel v dobrém. Spory zašly tak daleko, že majitel klubu Ján Moder nepovolil v roce 2015 pověšení Králova dresu pod střechu nové haly. Při oslavách 90. výročí klubu v roce 2019 však došlo k usmíření starých křivd, Král se zúčastnil exhibice a jeho číslo bylo vyřazeno a dres zavěšen pod stropem arény.
Po konci v Třinci v závěrečné fázi aktivní kariéry ještě vystřídal několik klubů. Působil krátce ve Zlíně a Plzni. Mladé Boleslavi pomohl v roli lídra a kapitána týmu k historickému postupu do extraligy v roce 2008 a další dvě sezony v ní v dresu "Bruslařů" ještě odehrál. V roce 2010 přestoupil do polského klubu JKH GKS Jastrzębie, se kterým v roce 2013 získal Polský pohár. Hráčskou kariéru ukončil v roce 2014.
Král v nejlepších "třineckých" časech patřil mezi elitní české centry. Reprezentační kariéra ho však minula. I díky tehdejší vysoké konkurenci na tomto postu.

## Trenérská kariéra
Po ukončení hráčské kariéry se Král rozhodl věnovat trenérské dráze. Přestěhoval se do rodných Pardubic a v místním klubu začal pracovat u mládeže. V první sezoně působil jako asistent trenéra u dorostu a juniorky. Ve druhé povýšil na post hlavního trenéra juniorského mužstva. Avšak hned v říjnu 2015 po odvolání Miloše Říhy ml. od prvního týmu Dynama převzal jeho pozici, jeho asistentem se stal kolega od mládežnických výběrů Marek Zadina. Královi se však nedařilo dlouhodobě zvednout výkonnost mužstva a v lednu 2016 byl z pozice hlavního trenéra odvolán a vrátil se k mládeži, kde působil v dalších letech v roli trenéra juniorky a hlavního trenéra svazové Akademie. V průběhu sezony 2018/2019 se připojil v pozici asistenta trenéra k novému realizačnímu týmu Ladislava Lubiny, který do klubu přišel s cílem zachránit tým v extralize. To se přes nedobré výsledky v průběhu základní části a suverénně poslední místo přece jen v baráži podařilo. Král se pak vrátil plnohodnotně k práci u juniorky. V listopadu 2020 se však podruhé stal hlavním trenérem pardubického extraligového mužstva, když nahradil odvolaného Milana Razýma. Jako spolupracovníky si vybral Davida Havíře, Petra Sýkoru a v roli týmového manažera Tomáše Rolinka. Mužstvo se pod Královým vedením zvedlo ze dna tabulky a po základní části skončilo na sedmém místě. Vedení klubu na základě tohoto výsledku prodloužilo s Králem i jeho štábem smlouvu i na následují sezonu. Do sezony 2021/22 vstoupily Pardubice dobře, avšak v závěru se propadly do výsledkové krize a musely hrát předkolo playoff. V něm uspěly, ale ve čtvrtfinále vypadly s Motorem. Mužstvo tak nenaplnilo svoje cíle a Král byl odvolán z funkce. Ten však nakonec v trenérské štábu Dynama zůstal a stal se jedním z asistentů nového hlavního kouče R. Rulíka. Na začátku sezony po změně trenérského štábu u pardubického áčka se Král přesunul do béčka Dynama, které převzal jako hlavní kouč. V listopadu roku 2023 potom kývl na nabídku BK Mladá Boleslav, kde nahradil odvolaného Jiřího Kalouse.

## Ocenění a úspěchy
- 1998 ČHL - Nejlepší nahrávač v playoff
- 1998 ČHL - Nejproduktivnější hráč v playoff
- 2000 ČHL - Nejlepší nahrávač
- 2000 ČHL - Nejproduktivnější hráč
- 2003 ČHL/SHL - Utkání hvězd české a slovenské extraligy
- 2003 ČHL - Nejlepší nahrávač
- 2003 ČHL - Nejproduktivnější hráč
- 2003 ČHL - Nejlepší střelec v oslabení
- 2006 ČHL - Nejvíce vstřelených vítězných branek
- 2006 ČHL - Nejlepší střelec v oslabení
- 2008 1.ČHL - Nejlepší střelec v playoff
- 2008 1.ČHL - Nejproduktivnější hráč v playoff
- 2008 1.ČHL - Nejlepší hráč v pobytu na ledě (+/-)
- 2008 Postup s týmem BK Mladá Boleslav do ČHL
- 2011 PHL - Nejlepší nahrávač
- 2011 PHL - Nejproduktivnější hráč
- 2011 PHL - Nejlepší střelec v přesilových hrách
- 2013 PHL - Nejlepší střelec
- 2025 Klub legend české extraligy [14]

## Zajímavosti
- V ročníku 1999/2000 vytvořil v české extralize rekord v počtu nasbíraných asistencí v základní části.
- 28. října 2001 vstřelil v české nejvyšší soutěži svůj 250. gól proti Litvínovu.
- Drží rekord v české nejvyšší soutěži za nejvíce asistencí v oslabení (17 asistencí)

## Klubová statistika
| Sezóna    | Klub                   | Soutěž |     | Základní část | Základní část | Základní část | Základní část | Základní část |    | Play off | Play off | Play off | Play off | Play off |
| Sezóna    | Klub                   | Soutěž | Z   | G             | A             | B             | TM            | Z             | G  | A        | B        | TM       |          |          |
| 1988–1989 | Tesla Pardubice        | ČSHL   | 3   | 1             | 0             | 1             | 0             | —             | —  | —        | —        | —        |          |          |
| 1989–1990 | Tesla Pardubice        | ČSHL   | 37  | 8             | 11            | 19            | —             | —             | —  | —        | —        | —        |          |          |
| 1990–1991 | Tesla Pardubice        | ČSHL   | 37  | 10            | 14            | 24            | 6             | —             | —  | —        | —        | —        |          |          |
| 1991–1992 | HC Pardubice           | ČSHL   | 28  | 12            | 9             | 21            | —             | 5             | 0  | 5        | 5        | —        |          |          |
| 1992–1993 | HC Pardubice           | ČSHL   | 33  | 22            | 12            | 34            | —             | —             | —  | —        | —        | —        |          |          |
| 1993–1994 | HC Pardubice           | ČHL    | 42  | 24            | 27            | 63            | 18            | 12            | 8  | 3        | 11       | 4        |          |          |
| 1994–1995 | HC Pardubice           | ČHL    | 35  | 19            | 17            | 36            | 16            | —             | —  | —        | —        | —        |          |          |
| 1995–1996 | Wiener EV              | ÖEL    | 4   | 2             | 4             | 6             | 2             | —             | —  | —        | —        | —        |          |          |
| 1995–1996 | HC Železárny Třinec    | ČHL    | 39  | 21            | 29            | 50            | 33            | 3             | 0  | 0        | 0        | 2        |          |          |
| 1996–1997 | HC Železárny Třinec    | ČHL    | 51  | 24            | 34            | 58            | 32            | 4             | 1  | 3        | 4        | 6        |          |          |
| 1997–1998 | HC Železárny Třinec    | ČHL    | 47  | 19            | 25            | 44            | 63            | 11            | 8  | 12       | 20       | 18       |          |          |
| 1998–1999 | HC Železárny Třinec    | ČHL    | 47  | 15            | 41            | 56            | 82            | 10            | 3  | 7        | 10       | 30       |          |          |
| 1999–2000 | HC Oceláři Třinec      | ČHL    | 49  | 24            | 53            | 77            | 85            | 4             | 0  | 2        | 2        | 4        |          |          |
| 2000–2001 | HC Oceláři Třinec      | ČHL    | 42  | 17            | 32            | 49            | 83            | —             | —  | —        | —        | —        |          |          |
| 2001–2002 | HC Oceláři Třinec      | ČHL    | 48  | 24            | 24            | 48            | 133           | 6             | 3  | 3        | 6        | 6        |          |          |
| 2002–2003 | HC Oceláři Třinec      | ČHL    | 45  | 22            | 45            | 67            | 50            | 12            | 4  | 8        | 12       | 40       |          |          |
| 2003–2004 | HC Oceláři Třinec      | ČHL    | 41  | 13            | 23            | 36            | 86            | 1             | 0  | 0        | 0        | 0        |          |          |
| 2004–2005 | HC Oceláři Třinec      | ČHL    | 40  | 11            | 16            | 27            | 54            | —             | —  | —        | —        | —        |          |          |
| 2005–2006 | HC Hamé Zlín           | ČHL    | 51  | 16            | 15            | 31            | 75            | 6             | 0  | 0        | 0        | 2        |          |          |
| 2006–2007 | HC Lasselsberger Plzeň | ČHL    | 21  | 2             | 3             | 5             | 34            | —             | —  | —        | —        | —        |          |          |
| 2006–2007 | BK Mladá Boleslav      | 1.ČHL  | 19  | 13            | 18            | 31            | 18            | 8             | 1  | 6        | 7        | 20       |          |          |
| 2007–2008 | BK Mladá Boleslav      | 1.ČHL  | 39  | 19            | 23            | 42            | 53            | 15            | 11 | 7        | 18       | 6        |          |          |
| 2008–2009 | BK Mladá Boleslav      | ČHL    | 47  | 11            | 26            | 37            | 26            | —             | —  | —        | —        | —        |          |          |
| 2009–2010 | BK Mladá Boleslav      | ČHL    | 50  | 18            | 21            | 39            | 44            | 13            | 0  | 6        | 6        | 24       |          |          |
| 2010–2011 | JKH GKS Jastrzębie     | PHL    | 35  | 28            | 39            | 67            | 44            | 13            | 3  | 7        | 10       | 26       |          |          |
| 2011–2012 | GKS Jastrzebie         | PHL    | 32  | 16            | 28            | 44            | 26            | 8             | 3  | 3        | 6        | 31       |          |          |
| 2012–2013 | GKS Jastrzebie         | PHL    | 37  | 26            | 27            | 53            | 22            | 11            | 4  | 9        | 13       | 0        |          |          |
| 2013–2014 | GKS Jastrzebie         | PHL    | 45  | 18            | 34            | 52            | 18            | 11            | 4  | 8        | 12       | 14       |          |          |
| Celkem    | Celkem                 | Celkem | 874 | 358           | 499           | 757           | 920           | 98            | 30 | 56       | 86       | 150      |          |          |

## Hokejbal
Richard Král nastupoval v sezónách 1994/95 - 1996/97 v pardubickém hokejbalovém klubu Svítkov Stars, aby se nejprve účastnil jeho postupu do extraligy a poté v ní další dva roky působil. Na svém kontě má 25 zápasů, 33 vstřelených branek a 23 asistencí. V roce 1996 se s klubem stal vítězem Českého poháru, v roce 1998 pak mistrem světa za Českou republiku. Poslední rok v reprezentaci završil stříbrnou medaili z Toronta 2001. 